# Der maskierte Kavalier
Der maskierte Kavalier (Originaltitel: The Highwayman) ist ein US-amerikanischer Mantel- und Degen-Abenteuerfilm von 1951 unter der Regie von Lesley Selander. Philip Friend spielt den „maskierten Kavalier“, der den von Charles Coburn verkörperten korrupten Lord Walters, Minister des Königs, und seine Vasallen bekämpft. Seine Liebe gehört Bess (Wanda Hendrix), der Tochter des Schenkenwirts. 
Der Film basiert auf der Ballade The Highwayman von Alfred Noyes, erstmals veröffentlicht in Forty Singing Seamen and Other Poems (London, 1907).

## Handlung
England um 1760: Bess, die Tochter eines Schenkenwirts, liebt Jeremy, den maskierten Kavalier, der die Reichen ausraubt, um den Armen zu geben. Er hat viele Freunde unter den bedürftigen Menschen, die von verbrecherischen Adligen ausgebeutet werden und, wenn nötig, deren Unterstützung. Wieder einmal war er auf einem seiner Raubzüge und wird von den Soldaten des Königs verfolgt. Im Gasthaus hat er Zuflucht in der Verkleidung eines Quäkers gefunden. Hierhin nimmt er auch Robin Merry mit, den er im letzten Moment davor bewahrt, dass man ihn wegen hochverräterischer Äußerungen gegen König Georg II. und wegen Begünstigung von Gefangenen, die aus den Kolonien deportiert werden sollten, aufhängt. Robin erkennt in ihm einen Freund aus Kindertagen, den Sohn von Lord Northwood, bei dem sein Vater als Gärtner gearbeitet hat. 
Lord Walters, ein Minister des Königs, empfängt Lord Douglas und Lady Ellen, die aus den Kolonien angereist sind. Die Männer sind beunruhigt, weil sie ihre Pfründe schwinden sehen. Sie sind sich einig, dass dem maskierten Kavalier umgehend das Handwerk gelegt werden muss, bevor er noch mehr Menschen beeinflussen kann. Douglas soll ihn unschädlich machen. Nur wenig später wird die Kutsche, in der sich Douglas und Lady Ellen befinden, vom maskierten Kavalier angehalten, der sich nach einem Blick auf die Lady jedoch gegen einen Raub entscheidet. Ellen Douglas war einst mit Jeremy verlobt. Als dieser in den Krieg ziehen musste und sie nichts mehr von ihm hörte, nahm sie an, er sei gefallen. Dem Wunsch des Königs entsprechend vermählte sie sich mit Lord Douglas, obwohl sie weder Liebe für ihn noch Achtung vor ihm empfand. Jeremy, Robin und Ellen waren in Kindertagen Spielgefährten. 
Jeremy, Lord Northwood, erhält eine Einladung zum Ball bei Lady und Lord Douglas. Er erscheint dort in seiner Verkleidung als Quäker. In einem persönlichen Gespräch bietet Ellen ihm ihre Hilfe an. Sie will dafür sorgen, dass er Grundbesitz in den Kolonien erhält und Menschen, die für ihn arbeiten, so wie es ihm gebühre. Auf dem Ball kommt es aber auch zu einem folgenreichen Gespräch, in das der hinterhältige Lord Barton Lord Herbert verwickelt. Unter Vorspiegelung falscher Aussagen, bringt er den Lord dazu, ihn ins Vertrauen zu ziehen, sodass dieser seine Zugehörigkeit zu einer Gruppe von einflussreichen Leuten offenlegt. Er spricht von Maßnahmen, die gegen die missbräuchliche Amtsführung von Walters und seinen Handlangern ergriffen werden sollen, um deren Machtbefugnisse zu beschneiden. Barton trägt das, was er von Herbert erfahren hat, sofort an Douglas weiter, der Lord Herbert kurz darauf von seinen Schergen gefangen nehmen lässt. Um ihm Namen zu entlocken, schreckt man auch vor Folter nicht zurück. Jeremy und Robin, die hinzukommen und Herbert befreien wollen, können den feinsinnigen Lord jedoch nicht retten. Er stirbt wenigstens in der Gewissheit, dass Jeremy seinen Kampf weiterführen wird. 
Jeremy, der von Herbert vor seinem Tod noch die Namen einflussreicher Männer, die ihm gewogen sind, bekommen hat, will sich im Parlament für die Rechte der ausgebeuteten Menschen einsetzen und beenden, dass freie Briten als Sklaven in die Kolonien verkauft werden. Walters hat inzwischen veranlasst, dass zahlreiche Männer aus der Oberschicht verhaftet werden. Er verspricht sich davon, dass sie so eingeschüchtert werden, dass sie sich nicht mehr auflehnen. Durch eine Blankounterschrift, die Jeremy von Walters erzwingt, gelingt es ihm, führende Männer, deren Unterstützung er braucht, wieder frei zu bekommen. Lord Oglethorpe, einflussreicher Anführer und Unterstützer der um Lord Herbert gescharten Männer, hat eine Rede und Abstimmung im Parlament vorbereitet und wird in Kürze erwartet. Jeremy schwört die um sich versammelten Männer auf Oglethorpe ein, der für Freiheit und Menschenwürde stehe und verweist auch auf Herbert, der für seine Überzeugung gestorben sei. 
Walters plant, Oglethorpe umbringen zu lassen. Er kann ganz auf Lord Barten zählen, der zweigleisig fährt und alles, was er erfährt, sofort weiterträgt. Als er Douglas aufsucht, um ihn von einer geplanten Verschwörung zu unterrichten, ist glücklicherweise nur Lady Douglas da. Sie sichert ihm zu, dass sie die Nachricht an ihren Mann weiterleiten werde. Da er ihr gegenüber auch erwähnt hat, dass Northwood der Anführer der Verschwörer sei, warnt sie Jeremy jedoch umgehend. Nachdem man Oglethorpe erst in Sicherheit gewogen hat, will man ihn töten. Wiederum ist es Jeremy, der zusammen mit Robin eingreift. Im Verlaufe der Kämpfe kommt es zum Schluss zu einem erbitterten Fechtkampf zwischen Lord Douglas und Jeremy, bei dem Douglas erstochen wird. 
Walters, der inzwischen auch weiß, wer der maskierte Kavalier ist, und wo er sich meist aufhält, hat die Wachen des Königs in die Schenke von Forsythe beordert, wo sie den Rebell entsprechend empfangen sollen. Damit Bess ihn nicht warnen kann, knebeln und fesseln sie sie und halten auch die weiteren anwesenden Personen in Schach. Als Bess Jeremys Pferd wiehern hört und die Wachen melden, dass Jeremy nahe, gelingt es ihr mit größter Anstrengung mit ihrer gefesselten Hand den Abzug eines neben ihr stehenden Gewehrs zu drücken, dessen Lauf auf sie selbst gerichtet ist. Jeremy hört den Schuss und ist gewarnt. Bess allerdings hat ihr Leben für den Mann gegeben, der ihre große Liebe war. Als Jeremy von Robin erfährt, wie Bess gestorben ist, reitet er wutentbrannt und ohne jeden Schutz auf offener Straße seinen Feinden entgegen. Mit einem Schuss wird er niedergestreckt.  

## Produktionsnotizen und Hintergrund
Die Dreharbeiten fanden unter anderem in Calabasas und auf der Ray Corrigan Ranch in Simi Valley in Kalifornien statt. Sie begannen am 19. Februar und gingen bis Mitte März 1951, wo sie im Motion Picture Zentrum beendet wurden. Es handelt sich um eine Jack Dietz Produktion, Standard Productions, Inc., Allied Artists Productions Inc.
Premiere hatte der Film am 21. Oktober 1951 in den Vereinigten Staaten. In Deutschland startete er am 30. April 1954, in Österreich im Juni 1954. 
Hollywood Reporter berichtete in Artikeln aus den Jahren 1946 und 1947, dass der Produzent James S. Burkett Alfred Noyes Ballade gekauft und ihn in die Arbeit am Drehbuch mit einbezogen habe. Anschließend habe es Verhandlungen mit großen Filmstudios gegeben. 1949 wurde dann berichtet, dass Allied Artists die Filmrechte an der Ballade von Burkett erworben habe. Columbia produzierte ebenfalls einen Film, der lose auf Noyes Ballade zurückgeht, und den Titel Die Lady und der Bandit trägt. Veröffentlicht wurde er ebenfalls 1951. 1958 entstand ein von McGraw-Hill produzierter Kurzfilm, dem Noyes Ballade zugrunde liegt, unter dem Titel The Highwayman.
Henry Blankfort, der das endgültige Drehbuch verfasste, stand seinerzeit auf der Schwarzen Liste, und schrieb unter dem Namen Jan Jeffries.  Laut Hollywood Reporter wurde der ursprünglich als Regisseur vorgesehene Richard L. Bare durch Lesley Selander ersetzt. Alan Napier, der im Film die Rolle des Lord Barton innehat, war ursprünglich auch als Erzähler vorgesehen, wurde aber durch Brian Aherne ersetzt.
Während der Herrschaft von König Georg II, während der der Film spielt, gab es einen bekannten britischen General und Philanthrop namens James Edward Oglethorpe, der möglicherweise die Grundlage für die Filmfigur Lord Oglethorpe ist. 1733 begleitete er Siedler nach Amerika und gründete 1734 Savannah. 1743 kehrte er nach England zurück, um seine parlamentarische Karriere fortzusetzen.
Zitat aus der Ballade anfangs des Films: „Der Wind rüttelt wild an den Zweigen der Bäume ringsumher, der Mond schwimmt als bleiche Barke mitten im Wolkenmeer, ein silbernes Band glänzt die Straße über dem dunklen Moor und der Straßenräuber reitet, reitet, reitet, der Straßenräuber reitet gradwegs zum Gasthaustor. Von dem Dreispitz wallet die Feder, ein Tuch verbirgt sein Gesicht, die Hose aus weichem Leder umschließt die Schenkel dicht. Er fliegt wie ein Pfeil durch das Dunkel der finsteren, stürmischen Nacht und die Waffen des Reiters funkeln, Pistolenkolben funkeln und Faun und Degen funkeln unter der Sternenpracht. Über den Hof hallts laut, doch alles bleibt versperrt. Da pfeift er ganz leise ein Liedchen und wer wohl öffnet da? Eines Gastwirts hübsche Tochter, Bess, des Gastwirts Tochter, flicht eine rote Schleife für ihren Liebsten ins Haar. Ganz hinten im finsteren Hofe ein Stalltor knarrt ganz leicht, wo Tim, der Stallknecht lauschet, und sein Gesicht erbleicht. In seinen flackernden Augen erklimmt ein böses Licht, denn er liebt des Gastwirts Tochter, des Gastwirts schöne Tochter. Stumm steht er da und lauschet und hört, was jener spricht.“ 
Am Ende des Films erfolgt ein weiteres Zitat aus der Ballade: „Spät war’s am nächsten Morgen, da die Kunde man gab, dass Bess, des Gastwirts Tochter, des Gastwirts schöne Tochter, die auf ihn bei Mondschein gewartet, für ihren Geliebten starb. Darauf vor Schmerz von Sinnen sprengt er zurück durch das Land und er gibt dem Pferd die Sporen, hält den Degen fest in der Hand. Es glänzen die Sporen an seinen Schuhen im hellen Sonnenlicht, da erschoss man ihn auf der Straße – wie einen räudigen Hund. Und so lag er im Blut auf der Straße, noch das schwarze Tuch vorm Gesicht. Der Wind rüttelt wild an den Zweigen der Bäume ringsumher, der Mond schwimmt als bleiche Barke mitten im Wolkenmeer, der Straßenräuber reitet, reitet, reitet, der Straßenräuber reitet gradwegs zum Gasthaustor. Über den Hof hallt laut der Hufschlag, da zügelt er sein Pferd und pocht mit der Peitsche ans Fenster, doch alles bleibt versperrt. Da pfeift er ganz leise ein Liedchen, und wer wohl, wer öffnet da? Eines Gastwirts schöne Tochter, Bess, des Gastwirts Tochter, flicht eine rote Schleife für ihren Liebsten ins Haar.“ 
Die deutsche Bearbeitung erfolgte durch die Berliner Synchron GmbH, Gesamtleitung Wenzel Lüdecke, Dialogbuch: Fritz A. Koeniger, Dialogregie: Rolf von Sydow.

## Kritik
Für das Lexikon des internationalen Films stellte sich der Film als „klischeehaft in Szene gesetzte, auch schauspielerisch sehr mäßige Abenteuergeschichte aus dem England den 18. Jahrhunderts“ dar.
Cinema sprach von einer „tragisch endende[n], altbackene[n] Balladenverfilmung“. Das Fazit lautete: „Bunte Räuberpistole aus der Mottenkiste“.
Cinefacts urteilte: „Farbenprächtige Variante des Robin Hood-Themas“.
TV Movie verteilte für Spaß und Action einen Punkt von drei möglichen, für Spannung zwei und fasste seine Kritik in dem Satz zusammen: „Rasante Rachestory mit Säbelgerassel.“